# Verdienstmedaille der Kampfgruppen der Arbeiterklasse

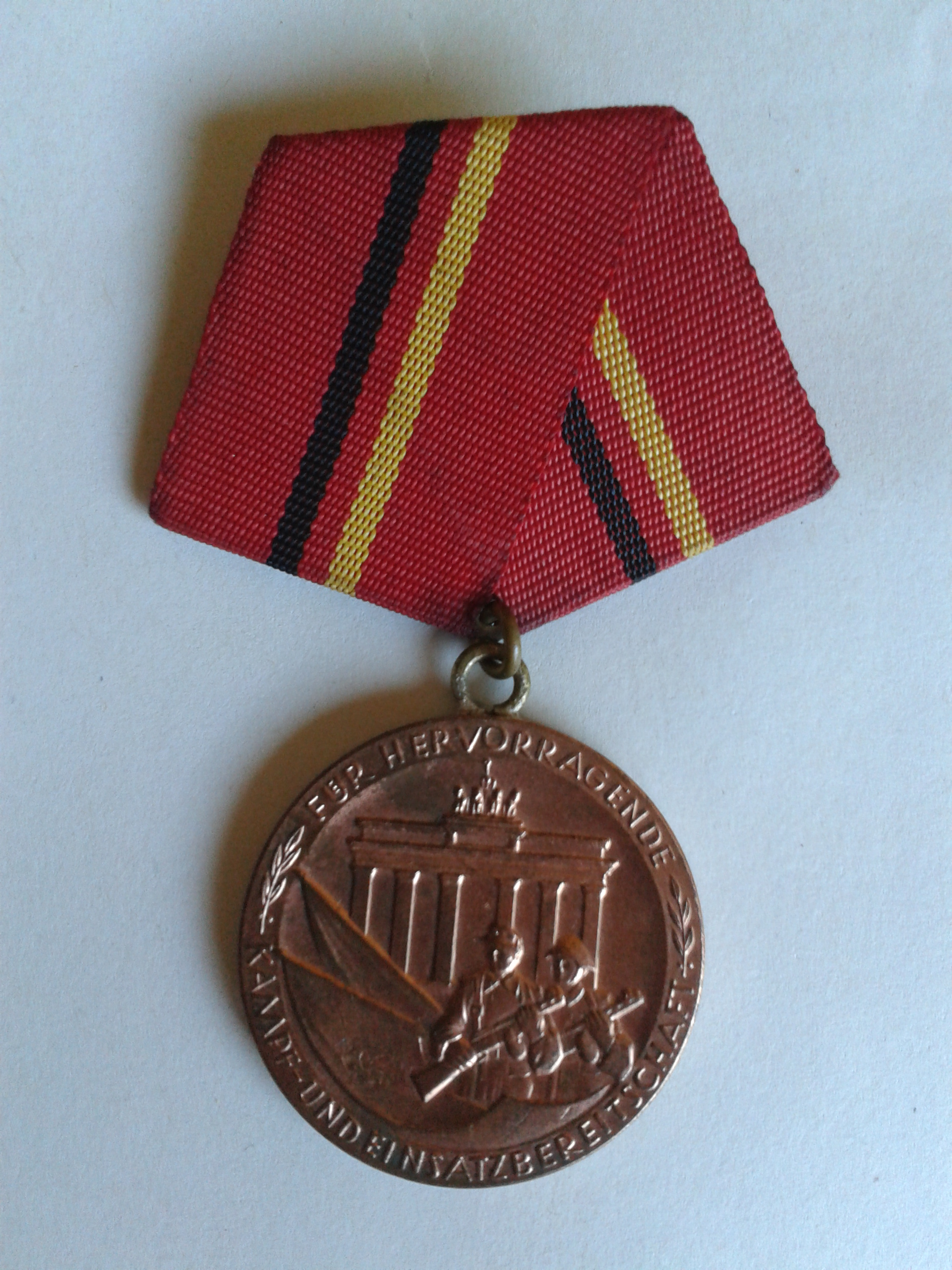
Verdienstmedaille der Kampfgruppen der Arbeiterklasse in Bronze – Avers

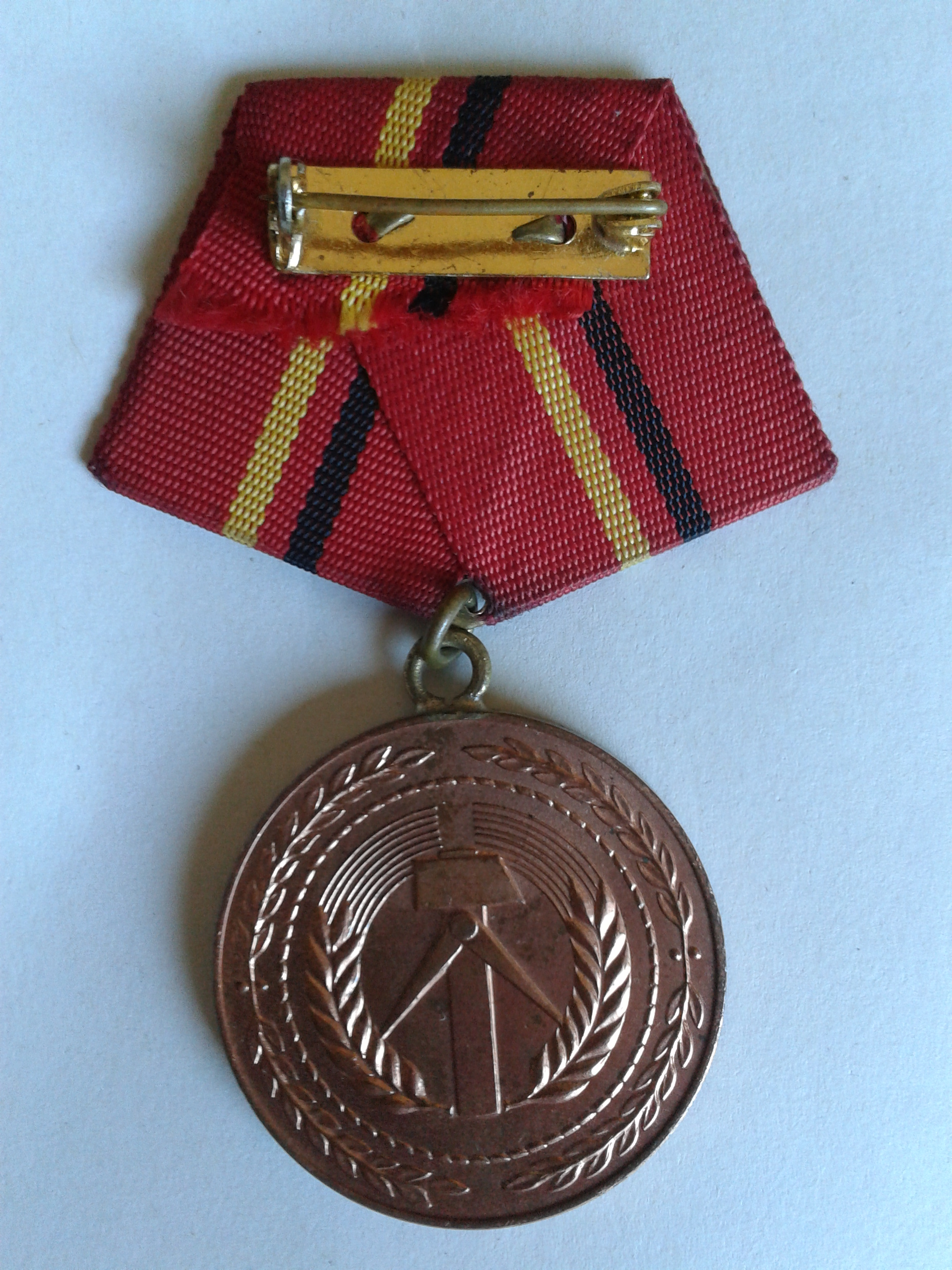
Verdienstmedaille der Kampfgruppen der Arbeiterklasse in Bronze – Revers

Die Verdienstmedaille der Kampfgruppen der Arbeiterklasse war eine staatliche Auszeichnung  der Deutschen Demokratischen Republik (DDR), welche in Form einer tragbaren Medaille verliehen wurde.

## Geschichte
Die Medaille wurde am 25. September 1961 gestiftet und 1978 um zwei weitere auf drei Stufen, Bronze, Silber und Gold erweitert. Ihre Verleihung erfolgte zur Würdigung treuer Pflichterfüllung und zur Anerkennung vorbildlicher Leistungen in der Reihen der Kampfgruppen der DDR. Bis 1972 erfolgte die Verleihung nur an Einzelpersonen, ab 1973 war dann auch die Verleihung an Kollektive und ganze Einheiten der Kampfgruppen möglich. Am 1. Mai oder 7. Oktober konnte die Vergabe der Medaille durch den Minister des Innern und Chef der Deutschen Volkspolizei erfolgen. Mit der Medaille war auch eine Urkunde und bei Vergabe an einzelne Personen eine Prämie verbunden.

## Aussehen und Tragweise
Die bronzefarbene, versilberte oder vergoldete Medaille mit einem Durchmessern von 32 mm zeigt auf ihrem Avers das Brandenburger Tor, von Osten aus gesehen, in stilisierter Form. Davor rechts unten einen Angehörigen der Kampfgruppen und ein Angehöriger der Nationalen Volksarmee der DDR, die jeweils ein automatisches Sturmgewehr mit Rundmagazin in den Händen halten. Links davon sind die Staatsflagge der DDR und die rote Fahne der Arbeiterklasse aufgelegt. In der oberen Umrandung war die Umschrift FÜR HERVORRAGENDE aufgetragen, an die links und rechts jeweils ein Lorbeerzweig angrenzte. In der unteren Umrandung war die Umschrift KAMPF- UND EINSATZBEREITSCHAFT zu lesen.  Das Revers der Medaille zeigte dagegen mittig das frühe Staatswappen der DDR sehen, umgeben von einem Perlenkreis und vier Lorbeerzweigen, die in der waagerechten mittigen Radienendung beginnend jeweils nach oben und unten in der Randzone zeigten. Getragen wurde die Medaille an einer pentagonalen fünfeckigen Spange mit roten Band, in dessen Mitte ein schwarz-rot-goldener 6,5 mm breiter Streifen eingewebt war an der linken oberen Brustseite. Jeweils am rechten und linken Rand des Bandes war ein Streifen in der Farbe eingezogen, die der Stufe der Medaille entsprach. Die Interimsspange entsprach in der Größe der Medaillenspange und hatte eine rechteckige Form. Bis 1978 gab es außerdem eine zweite, dunkelrot emaillierte bzw. lackierte Interimsspange, die das Emblem der Kampfgruppen (Arm mit Gewehr und Fahne) zeigte.

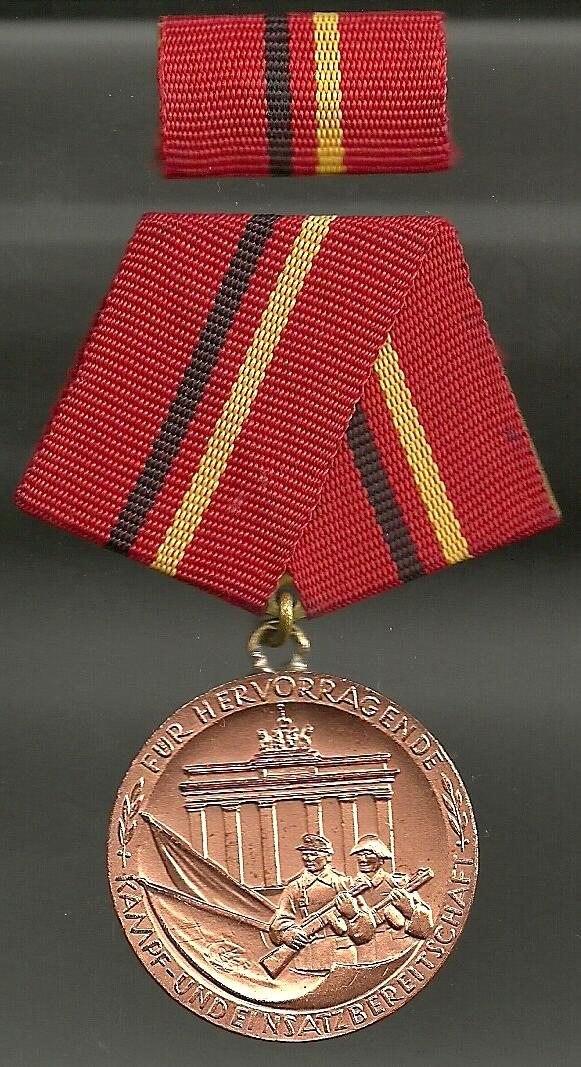
Verdienstmedaille der Kampfgruppen in Bronze
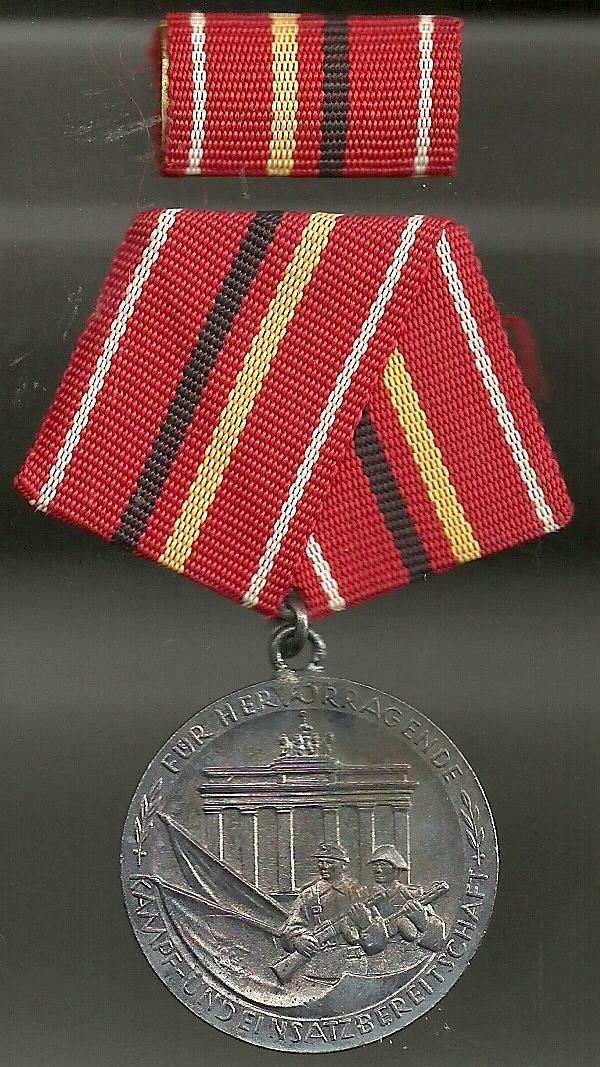
Verdienstmedaille der Kampfgruppen in Silber (leider angelaufen)
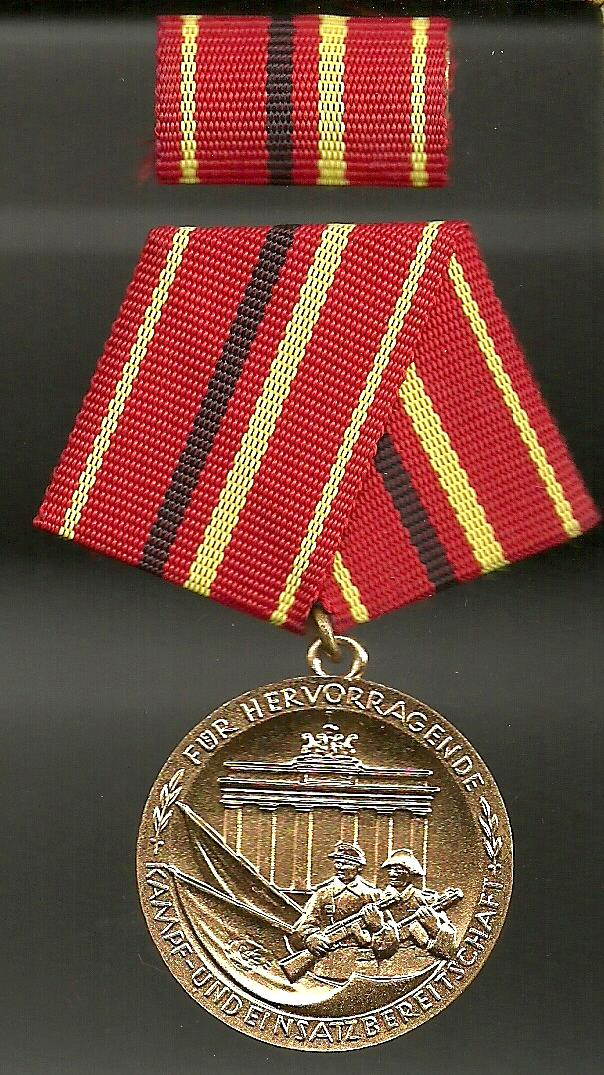
Verdienstmedaille der Kampfgruppen in Gold